# 大平房鸟属
大平房鸟属（学名：Dapingfangornis）是反鸟类下的一个属，生活在早白垩世时期。该属包含一个模式种：棘鼻大平房鸟（Dapingfangornis sentisorhinus），其化石发现于中国辽宁省热河群的九佛堂组中。棘鼻大平房鸟体型中等偏小，胸骨上有同时有长和短的侧突，鼻孔部位有独特的棘状突起。

## 后续研究
2023年，沈阳师范大学古生物学院在《解剖学记录》（The Anatomical Record）上发表了关于大平房鸟的再研究成果。 通过对化石进行高精度的CT扫描和三维重建技术，认为大平房鸟与翼鸟属（Pterygornis）等几种反鸟类具有密切的亲缘关系，可能代表反鸟类的一个新支系。